# Mater lectionis
En lingüística, Mater lectionis (literalmente en español, «madre de lectura», es decir, «ayuda» para la lectura; también en pl. matres lectionis) se refiere a ciertas consonantes usadas para indicar una vocal en alfabetos como el álefbet (para el idioma hebreo) o el alifato (para el idioma árabe). Funcionan como signos auxiliares pues indican que ahí debe haber una vocal larga (o también vocal al final de palabra).
Las consonantes mater lectionis en el álefbet son álef א, he ה, waw ו y yod י. Las consonantes mater lectionis en el alifato son ʾalef ا, wāw و y yāʾ ي.
El valor original de las mater lectionis corresponde estrechamente a lo que en la lingüística moderna se denomina «vocoide no silábico» o semivocal.